# Messa per la corte di Dresda
La Messa per la corte di Dresda è una Messa Kyrie–Gloria in Si minore composta da Johann Sebastian Bach, che all'epoca era organista in una chiesa luterana di Lipsia. Bach nel 1733 la dedicò al suo sovrano, Augusto III di Polonia, che era da poco succeduto al padre, Augusto II, come Elettore di Sassonia alla corte cattolica di Dresda. Si tratta di una missa brevis (Kurzmesse) costituita da un Kyrie in tre movimenti e da un Gloria in nove movimenti, ed è un'opera insolitamente estesa per solisti e coro SSATB in cinque parti con un'orchestra con un'ampia sezione di fiati.
Dopo aver riutilizzato parte di questa musica in una cantata che compose intorno al 1745 (BWV 191), Bach incorporò questa Messa come prima di quattro parti della sua Messa in Si minore, composta/assemblata negli ultimi anni della sua vita, intorno al 1748-1749. Sembra improbabile che la messa Kyrie-Gloria del 1733, nella sua forma originale o come parte della messa in Si minore, sia mai stata eseguita durante la vita di Bach.
Alla Messa Kyrie–Gloria non è stato assegnato un numero separato nel catalogo BWV, ma vengono usate delle lettere dell'alfabeto per distinguere le diverse versioni (BWV 232) BWV 232a e BWV 232I.
Nel 2005 Bärenreiter pubblicò la messa nella New Bach Edition come Missa, BWV 232 I, Fassung von 1733 (ovvero, versione del 1733 della Messa, BWV 232 I), in un volume di antiche versioni della messa in Si minore. Quel volume conteneva anche le prime versioni del Credo (BWV 232 II) e Sanctus (BWV 232 III) della messa successiva.
La Messa per la corte di Dresda è anche indicata come Missa 1733
Il sito Bach Digital la definisce come "BWV 232/I (Frühfassung)", ovvero antica versione della Messa Kyrie-Gloria BWV 232.

## Storia
Bach era un musicista da chiesa luterano, devoto alla composizione di musica sacra in lingua tedesca. Compose più di 200 cantate da chiesa, la maggior parte delle quali a Lipsia, dal 1723 al 1726, all'inizio della sua attività di Thomaskantor, responsabile della musica per le maggiori chiese della città. A Lipsia, una città universitaria in cui era compresa la lingua latina, durante le festività venivano eseguite le versioni musicali dei tradizionali testi latini. Bach compose opere su testi latini, ad esempio un Magnificat nel 1723, che eseguì alla festa mariana della Visitazione della Beata Vergine Maria e a Natale quell'anno, e nel 1724 un Sanctus per Natale, che in seguito integrò nella sua Messa in Si minore.
Entrambe le opere erano eccezionali: il Magnificat si estendeva a cinque parti vocali e il Sanctus a sei voci, quando il canto in quattro parti era solitamente il più utilizzato a Lipsia.

### L'intenzione di Bach nella composizione
Augusto II di Polonia, re di Polonia ed Elettore di Sassonia, morì il 1º febbraio 1733. Si era convertito al cattolicesimo per salire al trono di Polonia nel 1697. Durante un periodo di lutto, a Lipsia non furono concesse esecuzioni di cantate, interrompendo così il normale lavoro di Bach di una esecuzione alla settimanale. Pertanto il compositore ebbe l'opportunità di creare una Messa, costituita da un Kyrie e un Gloria, per la corte di Dresda, dove il successore era Augusto III di Polonia. Bach gli presentò gli spartiti delle opere con una nota del 27 luglio 1733, nella speranza di ottenere il titolo di "compositore della corte elettorale sassone":
Una diversa traduzione è "un prodotto insignificante dell'abilità che ho acquisito in musica."
Nella nota, Bach lamentò anche di aver "innocentemente subito un infortunio o altro" a Lipsia.
Le petizioni al nuovo sovrano, dopo la morte del predecessore, come quella inviata da Bach, non erano di natura eccezionale: petizioni simili da parte di musicisti ad Augusto III comprendevano quelle di Jan Dismas Zelenka (in competizione senza successo con Johann Adolf Hasse per il posto di Kapellmeister), Johann Joachim Quantz e Pantaleon Hebenstreit (direttori d'orchestra di corte luterani). Ciò che era eccezionale fu che Bach accompagnò la sua petizione con una composizione di notevoli dimensioni - una composizione liturgica, non meno importante - che fu sorprendente in quanto Bach era compositore della chiesa luterana e presentò un'opera per la liturgia cattolica.

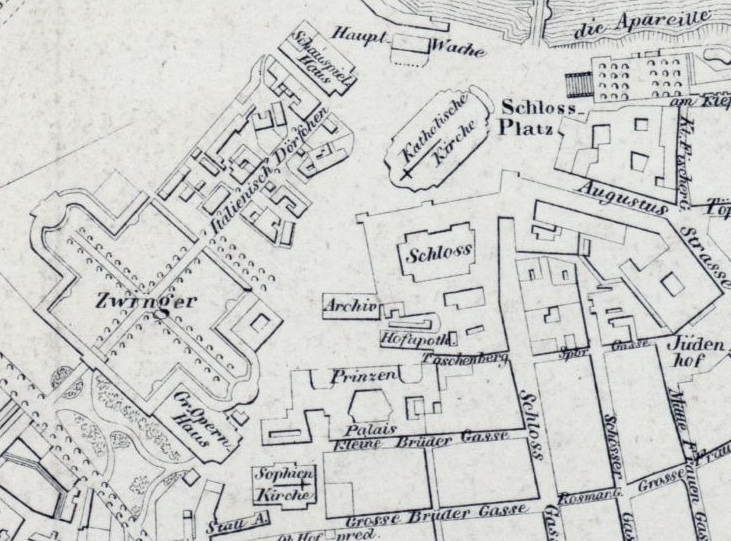
Mappa di Dresda del 1828 con la locazione dell'Opernhaus am Taschenberg, il teatro di corte che negli anni 1660 era stato costruito adiacente alla residenza dell'Elettore e poi, nel 1708, trasformato in chiesa cattolica di corte. Quando fu disegnata questa mappa, dopo la costruzione della Katholische Kirche (1739–1751), venne trasformato in un archivio (indicato come "Archiv" al centro di questa immagine. L'ubicazione della Sophienkirche è mostrata nella parte inferiore di questo dettaglio.

A quei tempi in Germania vigeva la regola del principio cuius regio, eius religio (gli abitanti di una regione dovevano seguire la religione del loro sovrano), che portò a una situazione alquanto doppia a Dresda sotto Augusto II: ufficialmente cattolico in Polonia ma solo privatamente a Dresda - il cattolicesimo non venne imposto alla Sassonia luterana, e solo il regnante di Dresda era cattolico. I luterani, compresa l'Elettrice di Sassonia Christiane Eberhardine, che rifiutò fermamente di convertirsi al cattolicesimo (e per la quale Bach aveva composto il suo  Trauerode quando morì nel 1727), aveva la Sophienkirche come suo luogo di culto, mentre la Hofkirche cattolica (chiesa di corte) era ospitata all'interno del teatro di corte dal 1708.
Lutero non aveva respinto nessuna delle cinque parti dell'ordinario comune che tradizionalmente erano ammissibili per un'ambientazione musicale (Kyrie, Gloria, Credo di Nicea, Sanctus, Agnus Dei): la celebrazione della messa protestante poteva includere una qualsiasi di queste e/o la loro traduzione nella lingua locale. Non vi è dubbio che Bach ammirava il suo antenato Veit per il suo luteranesimo. Con ogni probabilità Bach scrisse una composizione liturgica luterana che sarebbe stata altrettanto accettabile in una messa cattolica. Almeno deve essere ammirato il brio con cui Bach si esibì come compositore versatile, solo sei anni dopo aver apertamente scelto la parte luterana alla morte della madre del nuovo elettore.
Per la musica, Bach prese ampiamente in prestito dalle sue precedenti composizioni di cantate. Egli potrebbe aver avuto in mente le capacità dei cantanti e degli strumentisti della cappella di corte di Dresda (che serviva la Hofkirche) durante la composizione dell'opera. All'epoca comprendeva Johann Georg Pisendel (violinista e concertista), Johann Christian Richter (oboista) e i flautisti Pierre-Gabriel Buffardin e Johann Joachim Quantz. Questi artisti, esperti sia nelle esecuzioni in francese che in italiano, erano i migliori di quello che si poteva trovare ovunque in Europa. Anche il gusto del nuovo elettore per il genere dell'opera non era un segreto. Per la musica da chiesa la Messa napoletana si avvicinava di più a quel genere, e questo era il tipo di messa preferito alla Hofkirche. Bach era senza dubbio a conoscenza del fatto che oltre agli eccellenti strumentisti, la Hofkapelle di Dresda ("cappella di corte") aveva anche a disposizione solisti vocali (come Faustina Bordoni, moglie di Johann Adolf Hasse) che avrebbe potuto eccellere nel tipo di arie che era consuetudine nelle opere e nelle messe napoletane.
La partitura che Bach inviò a Dresda era costituita da parti separate per soprano I, soprano II, contralto, tenore, basso, tromba I, tromba II, tromba III, timpani, corno da caccia, flauto traverso I, flauto traverso II, oboe (d'amore) I, oboe (d'amore) II, Oboe (d'amore) III, violini I (2), violini II, viola, violoncello, fagotto e basso continuo. La maggior parte di queste copie erano state scritte dallo stesso Bach, ma per gli ultimi movimenti di Kyrie e Gloria, anche dai suoi figli Carl Philipp Emanuel (parti di soprano), Wilhelm Friedemann (violini I), e da sua moglie Anna Magdalena (violoncello), insieme a un copista anonimo (parti di oboe e basso continuo). Il materiale per l'esecuzione del coro non era incluso, né la parte del basso continuo era molto elaborata. Tutte queste parti sembrano essere state copiate direttamente dallo spartito completo, che Bach conservava a Lipsia. Bach fornì le parti per singoli interpreti con molti dettagli che non erano presenti nella partitura originale da lui conservata.

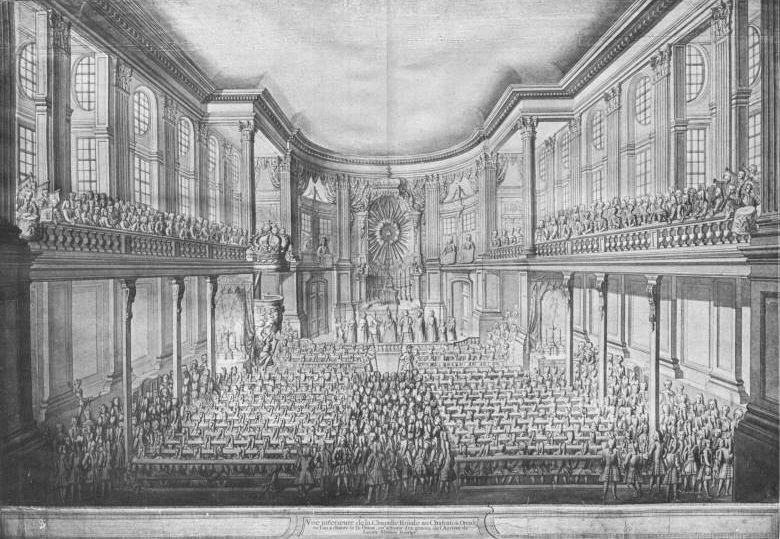
Interno della cappella di corte della Hofkirche (Hofkapelle): in questo caso si riferisce all'edificio della chiesa; altri esempi di Hofkapelle/cappella di corte in questo articolo si riferiscono generalmente a cappella come insieme di musicisti, diretta da un maestro di cappella (Kapellmeister) nel 1719

Sebbene alcuni commentatori suggeriscano altri luoghi liturgici e mondani in cui Bach potrebbe aver anticipato un'esibizione della Messa, non sembrano esserci dubbi sul fatto che Bach intendesse personalizzare il pezzo in modo che potesse essere eseguito alla Hofkirche di Dresda.

### Ricezione da parte della corte di Dresda
Quando la composizione arrivò a Dresda, il suo formato non era molto insolito rispetto ad altri lavori eseguiti all'epoca alla Hofkirche. Il repertorio ivi eseguito comprendeva oltre trenta messe composte solo da Kyrie e Gloria. Molte di queste furono composte o acquisite dal compositore di corte dell'epoca Jan Dismas Zelenka, e nella maggior parte dei casi, come è successo anche con la Messa di Bach, queste venivano successivamente ampliate in una messa completa (missa tota), o almeno in una messa con tutte le solite sezioni tranne il Credo (messa senza Credo). Né il fatto che la Messa di Bach fosse composta per artisti virtuosi, né che fosse una composizione che richiedeva un coro SSATB poteva essere considerata eccezionale al momento e nel luogo.
L'armatura della messa è invece inusuale: il catalogo del 1765 della Hofkirche contiene solo una Messa in Si minore, di Antonio Caldara. La tonalità di re maggiore, la relativa maggiore della Si minore (con gli stessi accidenti), era la più utilizzata per le feste comprendendo trombe, in omaggio alle trombe naturali sassoni: tutte le messe solenni di Zelenka erano in quella chiave, ma anche 6 dei 12 movimenti della Messa di Bach (incluso il Christe eleison e i movimenti di apertura e chiusura del Gloria) hanno la stessa chiave. La caratteristica più eccezionale della messa di Bach sembra essere stata la sua durata, che superava ampiamente la durata che era solita rispetto a composizioni simili all'epoca a Dresda. Questo sembra il motivo più probabile per cui la composizione fu archiviata nella Biblioteca Reale all'arrivo a Dresda, invece di essere aggiunta al repertorio della Hofkirche.
Per quanto riguarda il risultato della sua petizione al nuovo sovrano, circa tre anni dopo Bach ricevette il titolo di compositore di corte. In quel lasso di tempo l'Elettore aveva avuto dei problemi più importanti da risolvere: la Guerra di successione polacca.

### Storia delle esecuzioni prima della sua integrazione nella Messa in Si minore, BWV 232

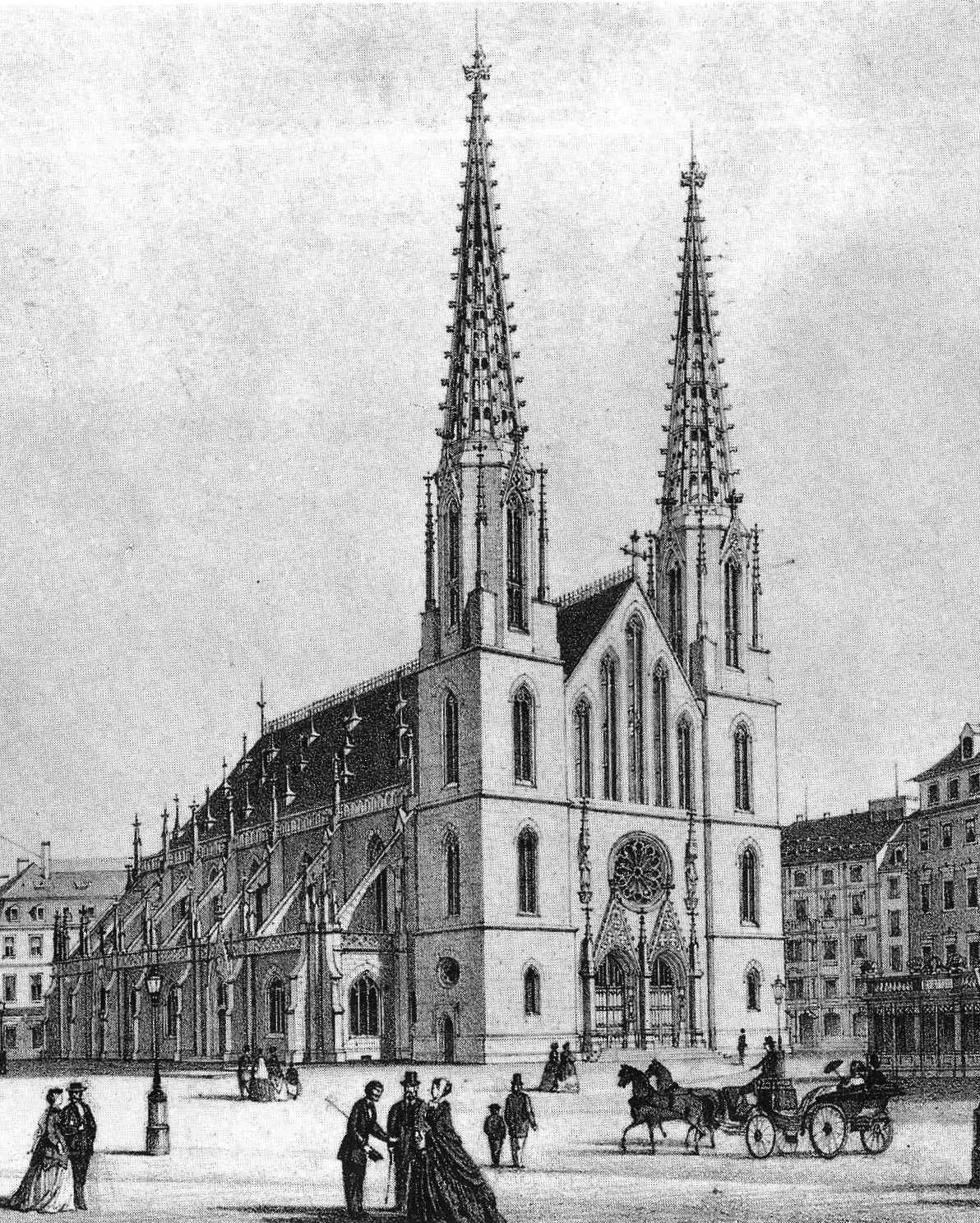
Sophienkirche, probabile luogo della prima esecuzione.

Si discute se la Messa fu eseguita in quel tempo. Se fu eseguita, la sede più probabile fu la Sophienkirche di Dresda, dove il figlio di Bach Wilhelm Friedemann era stato nominato organista dal mese di giugno.
Intorno al 1745 Bach utilizzò tre movimenti del Gloria per la cantata Gloria in excelsis Deo, BWV 191.

## Composizione e struttura - incorporazione nella Messa in Si minore, BWV 232
Negli ultimi anni della sua vita, presumibilmente intorno al 1748-1749, Bach integrò la Messa completa e invariata nella sua Messa in Si minore, la sua unica messa completa (o "missa tota"). La struttura è identica a quella delle ultime opere, ma i segni differiscono perché le parti contengono più dettagli rispetto alla partitura del 1733. Bach apportò modifiche a quella partitura quando completò la messa.
La composizione è scritta per cinque parti vocali, due soprano, contralto, tenore e basso, e un'orchestra composta da tre trombe, timpani, corno da caccia, due flauti traversi, due oboe, due oboe d'amore, due fagotti, due violini, viola e basso continuo.
Il Kyrie è strutturato in tre movimenti. Due diversi movimenti corali incorniciano un duetto per due soprani. Il Gloria è strutturato in nove movimenti in una disposizione simmetrica attorno a un duetto di soprano e tenore.
La Messa costituisce una parte considerevole della Messa in Si minore che l'editore Hans Georg Nägeli descrisse nel 1818 come "la più grande opera d'arte musicale di tutti i tempi e di tutte le nazioni" in occasione della prima pubblicazione.